# 다우메
다우메(Daume Co., Ltd., 주식회사도무, 일본어: 株式会社童夢)는 1986년 나카야마 하루오와 그의 아내 야마모토 도미코가 설립한 일본의 애니메이션 제작사로, 나카야마가 스튜디오 사장을 맡고 있다. 1993년 안자이 다케시가 나카야마와 공동 사장이 되었다. 그러나 그로부터 몇 년 후 나카야마는 사임했다.

## 작품

### 텔레비전 시리즈
- D4 프린세스
- 붕붕차차
- 하나우쿄 메이드대
- DearS
- 하나우쿄 메이드대
- 딸기 마시마로
- 새벽녘보다 유리색인
- 미나미가
- 시귀

### OVA
- 무책임 함장 테일러
- 하나우쿄 메이드대
- 딸기 마시마로
- DearS
- 초겨울의 따뜻한 날씨
- 시귀